# Крес-Мепьё
Крес-Мепьё (фр. Creys-Mépieu) — коммуна во Франции, находится в регионе Рона — Альпы. Департамент коммуны — Изер. Входит в состав кантона Морстель. Округ коммуны — Ла-Тур-дю-Пен.
Код INSEE коммуны — 38139. Население коммуны на 1999 год составляло 1091 человек. Населённый пункт находится на высоте от 200  до 343  метров над уровнем моря. Муниципалитет расположен на расстоянии около 420 км юго-восточнее Парижа, 55 км восточнее Лиона, 65 км севернее Гренобля. Мэр коммуны — Olivier Bonnard, мандат действует на протяжении 2001—2008 гг.

## Фото

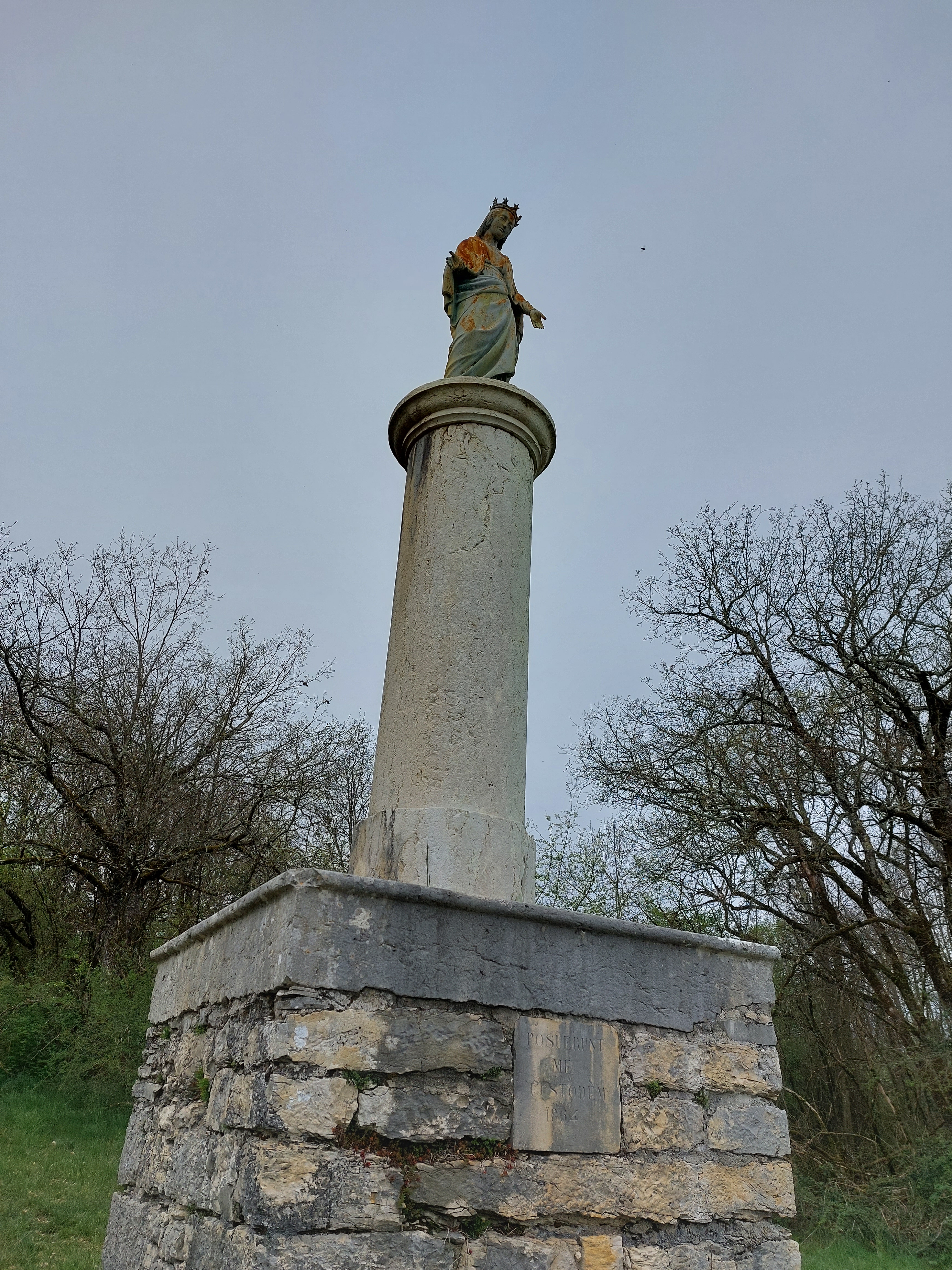
Крес
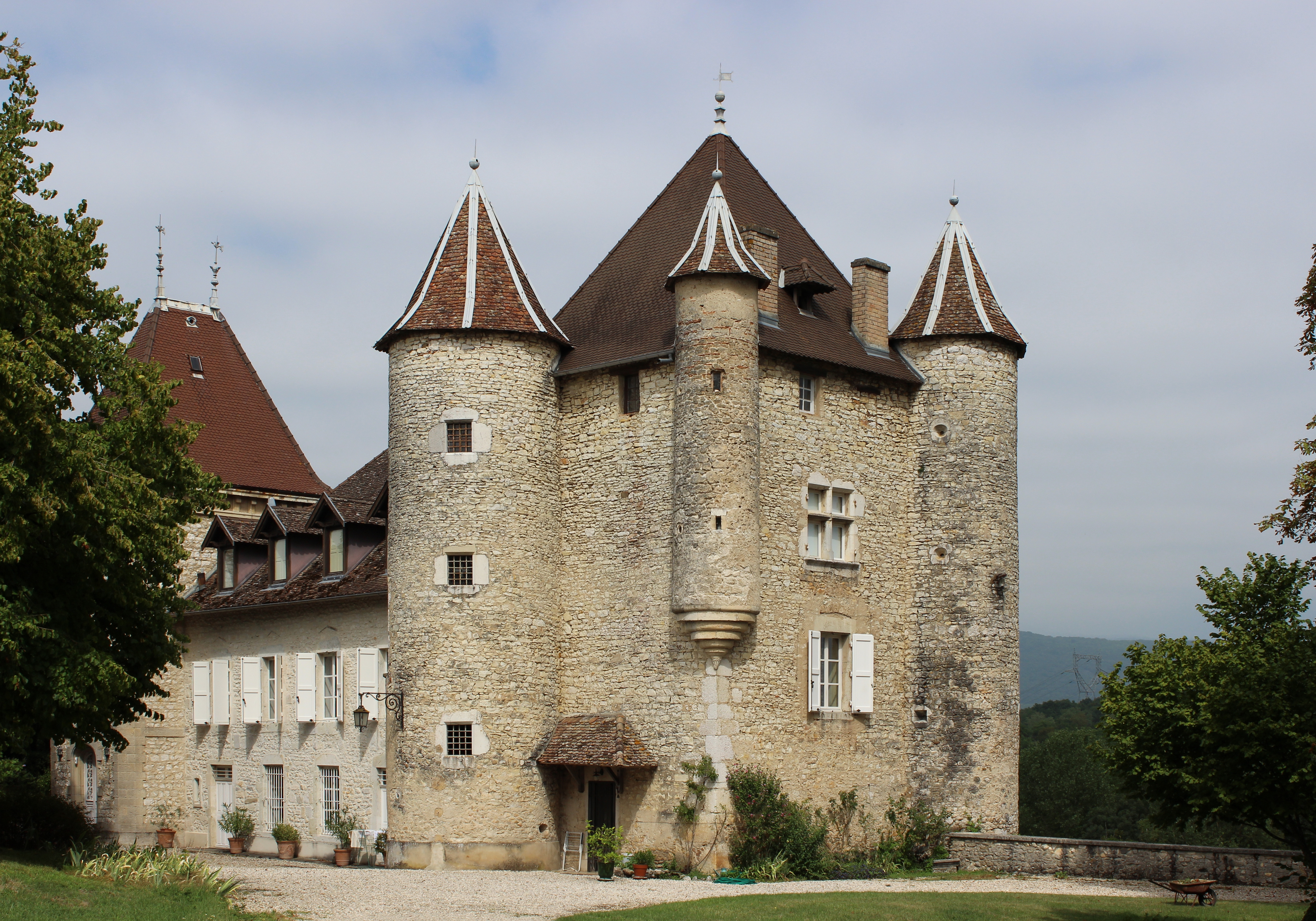
Мепьё

Динамика населения (INSEE):